# Foetidia rodriguesiana
Foetidia rodriguesiana là một loài thực vật có hoa trong họ Lecythidaceae. Loài này được F.Friedmann mô tả khoa học đầu tiên năm 1981.